# Alicia Castro Masaveu
Alicia Castro Masaveu (n. Avilés, 27 de agosto de 1952) es una política y empresaria española. Licenciada en Derecho por la Universidad de Valladolid y en Gemología por la Universidad de Barcelona y The Gemmological Association of Great Britain.
Desde el año 1996 hasta el 2008 fue diputada por Asturias en el Congreso de los Diputados por el Partido Popular durante la VI, VII y VIII legislaturas, llegando a ser cabeza de lista del PP por Asturias en las elecciones generales de España de 2004. Anteriormente fue diputada regional en la Preautonomía y I Legislatura del Principado de Asturias.
También fue Teniente de Alcalde del Ayuntamiento de Oviedo entre el año 1991 y 1999, ostentando las concejalias de Urbanismo, Relaciones Institucionales y Festejos, en donde fue presidenta de la SOF (Sociedad Ovetense de Festejos).
En septiembre de 2007, tras haber renunciado a presentarse a las elecciones del 2008 como candidata del PP fue nombrada consejera de Corporación Masaveu.
El 5 de abril de 2011 se dio de baja en el Partido Popular. En la actualidad es directora general de Relaciones Institucionales y Comunicación y Consejera de Corporación Masaveu. Desde el año 2005 es miembro del Jurado de Cooperación Internacional de los Premios Princesa de Asturias, actuando como Secretaria del mismo.
El 12 de enero de 2012 fue nombrada presidenta del Consejo Social de la Universidad de Oviedo por el Gobierno del Principado de Asturias, presidido por Francisco Álvarez-Cascos.
El 17 de junio de 2015 formó parte del Jurado de los premios Princesa de Asturias que otorgó a Wikipedia el galardón en Cooperación Internacional.

## Cargos institucionales en la VIII Legislatura
- Portavoz Adjunto en la VIII Legislatura en el Congreso de los Diputados.
- Vocal de la Diputación Permanente.
- Vocal de la Comisión de Asuntos Exteriores.
- Adscrita de la Comisión de Fomento y Vivienda.
- Adscrita de la Comisión de Medio Ambiente.
- Vocal de la Comisión no perm. sobre seguridad vial y prevención accidentes tráfico.
- Vocal de la Delegación española en el Grupo de Amistad con la Gran Asamblea Nacional de Turquía.
- Vocal de la Delegación española en el Grupo de Amistad con la Cámara de Representantes de India.
- Vocal de la Delegación española en el Grupo de Amistad con China.
- Vocal de la Delegación española en el Grupo de Amistad con Perú.